# 인회황후
인회황후 주씨(仁懷皇后 朱氏, 1102년 ~ 1127년 또는 1128년)는 북송의 마지막 황제 흠종(欽宗)의 황후이다.

## 생애
변경(汴京) 상부현(祥符縣) 출신으로 무강군절도사를 지낸 주백재(朱伯材)의 딸로 태어났다.
1116년 황태자비로 책봉되었다. 1126년 휘종이 흠종에게 선위하여 흠종이 즉위하자 황후가 되었다. 흠종과의 사이에서 태자 조심(趙諶)과 유가공주(柔嘉公主)를 낳았다. 주황후는 성격이 섬세하고 부드러워 흠종의 총애를 받았다. 또한 시화에 능하고 산수화를 잘 그렸다.
1127년 정강의 변이 발생하고, 휘종과 흠종을 비롯하여 정태후와 여러 후궁, 비빈, 황족들과 함께 금나라로 압송되었다. 금나라로 끌려가면서 추위에 잠을 못자고 여러 고초를 겪었으며 금나라 병사들에게 희롱과 모욕을 받았다.
1128년 8월, 금나라 회령에서 휘종과 흠종을 비롯하여 태후 정씨와 황후 주씨를 포함한 송나라인들에게 금나라의 복장을 입게하고 견양례(牽羊禮)를 실시하자 모욕을 견디지 못하고 물에 투신하여 자결하였다.
남송에서는 오랜 기간 그녀의 생사여부가 전해지지 않았기 때문에 남송 영종(寧宗)때인 1197년(경원 3년) '인회(仁懷)'의 시호가 추증되었으며 1199년(경원 5년) 경령궁(景靈宮)에 신위가 봉안되었다.

## 가계

### 부모
- 아버지 : 주백재(朱伯材)

### 형제
- 오빠 : 주효손(朱孝孫)
- 오빠 : 주효장(朱孝章)
- 여동생 : 주봉영(朱鳳英)[3]

### 남편
- 흠종(欽宗, 1100년 ~ 1161년) : 북송의 마지막 황제

### 자녀
- 황태자 조심(趙諶, 1117년 ~ ? )
- 유가공주(柔嘉公主, 1121년 ~ ? )